# Kathy Kiera Clarke
Kathy Kiera Clarke (nacida en Irlanda del Norte, 4 de mayo de 1971) es una actriz norirlandesa. Es más conocida por su papel de la tía Sarah en la serie de Channel 4 y Netflix Derry Girls.

## Carrera
El primer papel televisivo de Clarke fue el de Bernadette Brennan en Head over Heels en 1993. En 1995, apareció en un episodio de Chandler & Co como Poppy Farquhar. En 1996 interpretó a Rosemary en la película Eskimo Day.
En 2000, interpretó a Rosie en la película The Most Fertile Man in Ireland y a una ayudante de producción en la película Wild About Harry. También interpretó a Anna Le Page en la serie de televisión Take a Girl Like You. En 2002, Clarke interpretó a Frances en Domingo sangriento. En 2003, interpretó a Nicola Blyth en la película Solid Air.
En 2004, Clarke interpretó a Una en la serie cómica Pulling Moves, a Elizabeth Gibson en la película Omagh y a Jenifer Gaghan en dos episodios de Silent Witness. En 2005, interpretó a Sinead en cuatro episodios de Proof. En 2006, interpretó a Agnes en la película Small Engine Repair. En 2009, interpretó a Emma en la película Cherrybomb.
En 2013, dio vida a Marlene Riley en The Ice Cream Girls. En 2017, interpretó a Varvara en la película Bitter Harvest. Desde 2018, Clarke ha interpretado el papel de la tía Sarah en la comedia de Channel 4 Derry Girls, escrita por Lisa McGee.
En 2020, Clarke interpretó el papel de Sybil Stamfordis en la miniserie de la BBC One, The Pale Horse. Ann Donahue, escribiendo para IndieWire, dijo que el "retrato de Clark de la bruja Sybil es un divertido cambio que induce al triple de asombro desde su trabajo como la tía tonta en Derry Girls".
En 2021, interpretó el papel de Claire Keenan en Bloodlands.

## Vida personal
Clarke vive cerca de Hampstead Heath, Primrose Hill y Regent's Park. Es admiradora de la maestra budista Tara Brach.

## Filmografía
| Año       | Título                          | Papel                   | Notas                   |
| --------- | ------------------------------- | ----------------------- | ----------------------- |
| 1993      | Head over Heels                 | Bernadette Brennan      | Personaje regular       |
| 1995      | Chandler & Co                   | Anna Farquhar           | Episodio: "No Tomorrow" |
| 1996      | Eskimo Day                      | Rosemary                |                         |
| 1996      | Hard Nut: A Love Story          | Janet                   | Cortometraje            |
| 2000      | The Most Fertile Man in Ireland | Rosie                   |                         |
| 2000      | Wild About Harry                | Asistente de producción |                         |
| 2000      | Take a Girl Like You            | Anna Le Page            |                         |
| 2001      | Last Legs                       |                         | Cortometraje            |
| 2002      | Domingo sangriento              | Frances                 |                         |
| 2003      | Solid Air                       | Nicola Blyth            |                         |
| 2004      | Pulling Moves                   | Una                     | Personaje regular       |
| 2004      | Omagh                           | Elizabeth Gibson        |                         |
| 2004      | Silent Witness                  | Jenifer Gaghan          | 2 episodios             |
| 2005      | Proof                           | Sinéad                  | 4 episodios             |
| 2006      | Small Engine Repair             | Agnes                   |                         |
| 2008      | The Man Inside                  | Receptionista           | Cortometraje            |
| 2009      | Cherrybomb                      | Emma                    |                         |
| 2010      | Dinner Party                    | Ashley                  | Cortometraje            |
| 2011      | Hold Your Breath                | Mujer                   | Cortometraje            |
| 2013      | The Ice Cream Girls             | Marlene Riley           | Miniserie               |
| 2017      | Bitter Harvest                  | Varvara                 |                         |
| 2018–2022 | Derry Girls                     | Tía Sarah               | Papel principal         |
| 2020      | The Pale Horse                  | Sybil Stamfordis        | Miniserie               |
| 2020      | A Bend in the River             | Katie Hughes            |                         |
| 2021      | Bloodlands                      | Claire Keenan           |                         |